# Cochrane (kommun)
Cochrane är en kommun i Chile.   Den ligger i provinsen Provincia Capitán Prat och regionen Región de Aisén, i den södra delen av landet, 1 600 km söder om huvudstaden Santiago de Chile.
Trakten runt Cochrane består i huvudsak av gräsmarker. Trakten runt Cochrane är nära nog obefolkad, med mindre än två invånare per kvadratkilometer.